# 萩原の大笠マツ
萩原の大笠マツ（はぎわらのおおかさマツ）は、群馬県高崎市萩原町に生育するクロマツの巨木である。所有者の先祖が前橋藩主から拝領した鉢植えのマツを庭に移植したところ大きく成長したもので、推定の樹齢は450年以上といわれる。マツは成長著しかったため、代々の所有者は枝の伸びを妨げないように母屋を建て替え、その回数は3回に及ぶ。1955年には、群馬県の天然記念物に指定されている。

## 由来
高崎から前橋へと向かう幹線道路沿いの閑静な田園地帯の中、大きな緑の笠を思わせる萩原の大笠マツの姿が遠望される。約3000平方メートルに及ぶ所有者の家の前庭を、樹高7メートル、枝張りは南北が約18メートル、東西に約20.5メートル、幹回りは約6メートルに及ぶこのマツが占領している。樹高こそさほどではないが、近づきすぎるとかえって全体を見渡すことが困難になるほどである。枝張りはよく整っていてほぼ円形をなし、周囲の長さは約80メートルにも達する。
このマツは、所有者の先祖が前橋藩主酒井雅楽頭から秘蔵のマツの鉢植えを拝領し、庭先に移植したものである。移植後、庭の土質が合ったものと見えてマツはぐんぐんと成長を遂げた。数十年後、ついに枝が母屋の軒先まで届いたが、殿様から拝領したマツを切るわけにもいかず、母屋の方を建て替えた。数十年の時が流れ、再びマツは成長して母屋まで枝を伸ばし、2回目の改築が行われた。幕藩体制が瓦解し、明治時代を過ぎて大正時代に入ってもマツの成長は衰えず、1913年（大正2年）に3回目の改築を行った。この時、母屋の軒はマツの枝先より2間（約3.6メートル）離して建て替えたという。
このマツを所有者の先祖に贈った殿様「酒井雅楽頭」については、酒井家が9代150年間（1601年から1749年）にわたって前橋藩主を務めたうち、樹齢から逆算した上で性格や趣味などを考慮して候補を絞り込むと、4代藩主酒井忠清か、その子にあたる5代藩主酒井忠挙と推定されている。
マツの所有者の家は、代々「松の木」という屋号で呼ばれる。第2次世界大戦後も、毎年5月、新芽が出る前に植木職人を雇い、約1か月にわたって剪定を欠かさずに行っている。植木職人の数は次第に増え、年間で延べ40-50人に及ぶ
。マツの支えに使う竹の柱は70本あり、冬場の雪折れなどを防いでいるが、水気が多く重いぼたん雪が降った日には枝が折れる前に夜中でも雪落としをし、マツクイムシの病害防止のために年に数回の消毒も行っている。
日本各地からマツの名木が次々と失われていく中、萩原の大笠マツの樹勢はいまだ旺盛である。1955年1月14日には、群馬県の天然記念物に指定された。1983年5月には、「日本の名松100選」にも選定されている。

## 所在地
- 群馬県高崎市萩原町487

## 交通
- JR東日本高崎駅から車で約20分、または関越自動車道高崎インターチェンジから車で約5分[7]。